# Biz Stone
Christopher Isaac "Biz" Stone (10 de marzo de 1974) es un empresario estadounidense cofundador de Twitter, entre otras empresas tecnológicas. Stone fue director creativo de Xanga de 1999 a 2001, cofundó Jelly industries en 2014, donde él fue CEO hasta su adquisición por Pinterest en 2017.

## Trayectoria
Stone se graduó en el Wellesley High School de Wellesley, Massachusetts. Asistió a la Northeastern University y a la University of Massachusetts Boston, pero no se graduó en ninguna de ellas.
Stone empezó desde abajo. Vivía, junto a su pareja, en un noveno piso sin ascensor, y utilizaba una caja de un televisor como mesa de comedor. Le dejaron 800 dólares para comprarse una cama, que acabó utilizando para comprarse un Toyota para ir a trabajar. En ese momento trabajaba en Google y, en el momento en el que Google salió a bolsa, pudo pagar todas sus deudas. Fue el director creativo del blog Xanga entre 1999 y 2001, trabajó en Google de 2003 a 2005, en 2006 fundó Twitter junto con Jack Dorsey, Noah Glass y Evan Williams.
Además de Twitter, Stone es un Inversor ángel y asesor en la comunidad de startups y ha respaldado a empresas de diversos sectores como Square, Slack, Nest Labs, Beyond Meat, Medium, Intercom y Faraday. Stone es consejero de Beyond Meat, Medium, Polaroid Swing, Workpop.Además, es profesor en la Universidad de Oxford y en la Universidad de Yale.
Stone debutó como director trabajando junto a Ron Howard y Canon USA para dirigir un cortometraje, Evermore, como parte del Project Imagination. Stone dijo que se sintió atraído por el proyecto porque le ofrecía la oportunidad de quitarser una espinita creativa que hacía tiempo que quería cumplir. Stone es también asesor de Zoic Studios y productor ejecutivo del documental Eating Animals junto a Natalie Portman.

## Premios y reconocimientos
Stone, junto con Evan Williams, fue nombrado Nerd del año en 2009 por la revista GQ, Time lo incluyó en la lista de las 100 personas más influyentes del mundo, la revista Inc. lo nombró Empresario de la Década, y una de las 10 personas más influyentes de la era de la información en Vanity Fair. En 2010 Stone fue galardonado con el premio a la Innovación del Centro Internacional de Periodistas.En 2014, The Economist reconoció a Stone con un Premio a la Innovación.
En 2015, el Twitter de Stone ganó un Emmy y recibió el galardón más prestigioso de CIPR por su liderazgo en la vanguardia del desarrollo de nuevas formas de medios de comunicación.
Stone recibió un doctorado honorario en Derecho de la Universidad Babson, miembro de la Senior Common Room del Exeter College de Oxfordy miembro ejecutivo de la Universidad de Berkeley.

## Trabajos publicados
Stone ha publicado tres libros, Blogging: Genius Strategies for Instant Web Content (New Riders, 2002), Who Let The Blogs Out? (St Martins, 2004), y Things A Little Bird Told Me (Grand Central, 2014). Además de su blog personal y sus artículos en Medium, Stone ha publicado artículos de opinión en The Atlantic.

## Vida personal
Stone es vegetariano, que se convirtió después de visitar el Farm Sanctuary, y está involucrado en causas incluyendo el bienestar de los animales, ecologismo, pobreza, salud y educación. Stone es asesor y colaborador de Donors Choose, una organización sin ánimo de lucro que lucha contra la desigualdad racial y socioeconómica en la educación.
Stone vive en Marin County, California con su esposa Livia y su hijo Jacob. Él y su esposa crearon y operan la Fundación Biz y Livia Stone, la cual apoya la educación y la conservación en California.